# Panchala alea
Panchala alea är en fjärilsart som beskrevs av William Chapman Hewitson 1862. Panchala alea ingår i släktet Panchala och familjen juvelvingar. Inga underarter finns listade i Catalogue of Life.

## Bildgalleri

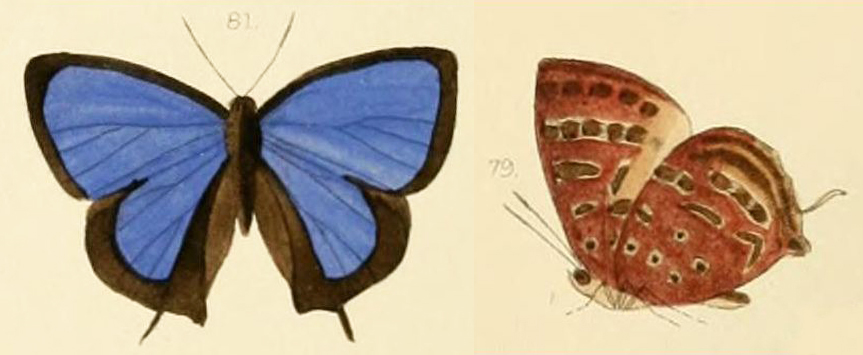
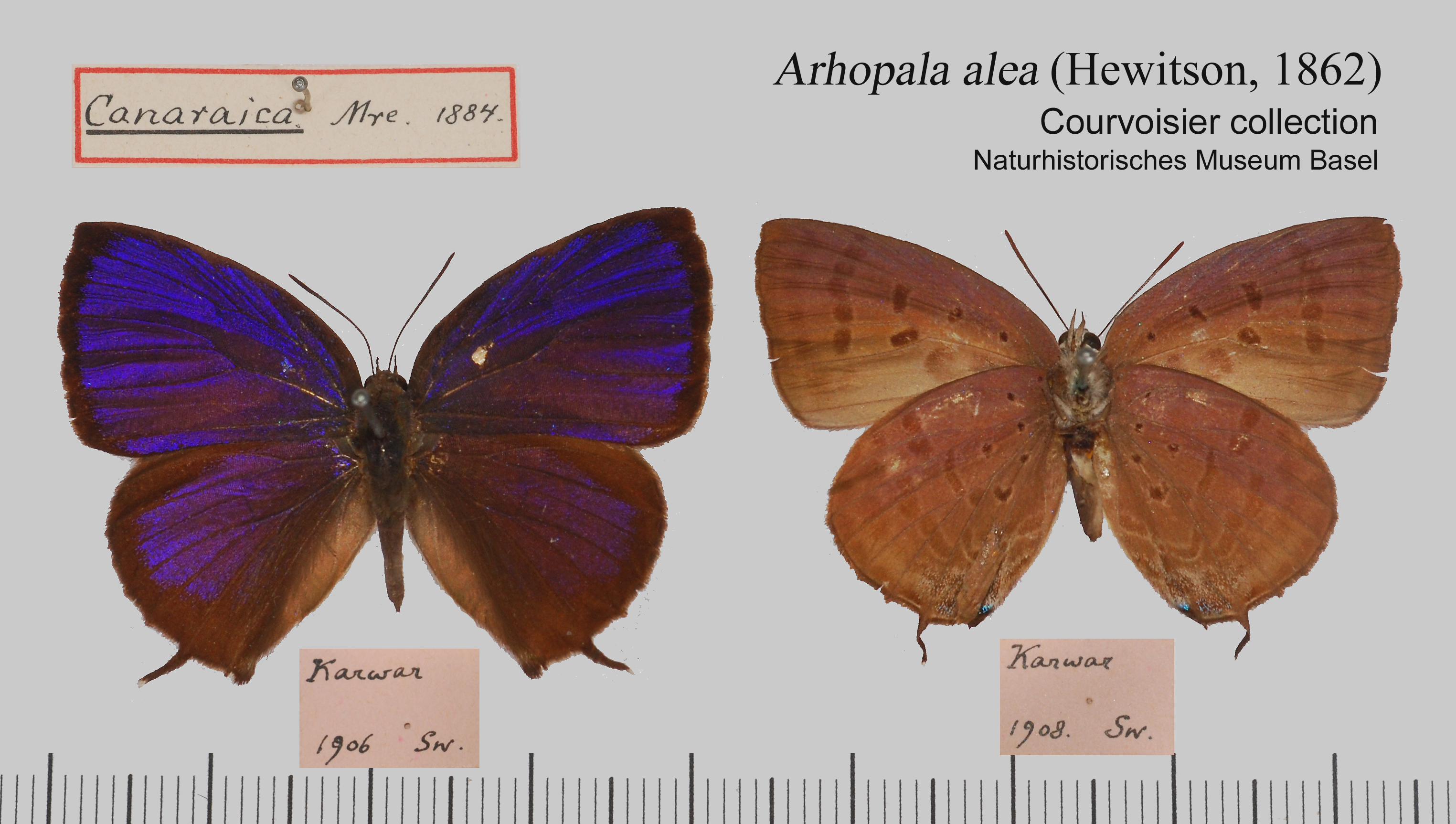